# Simone I di Montfort
Simone I di Montfort (Montfort-l'Amaury, 1025 circa – 25 settembre 1087) è stato un nobile francese.
Nacque a Montfort-l'Amaury, nel Ducato di Normandia, e ne divenne il signore. Era figlio di Amaury I di Montfort e di Bertrada. Alla sua morte fu sepolto a Épernon, sul sito della fortezza che contribuì a costruire.

## Discendenza
Simone I sposò per in prime nozze Isabella di Broyes (nata nel 1034 a Broyes, Marna), figlia di Ugo Bardoul. Loro figli furono:
- Amaury II di Montfort (c. 1056-1089),[3] signore di Montfort
- Isabella di Montfort (nata nel 1057), che sposò Raul II di Tosny,[3] compagno d'armi di Guglielmo il Conquistatore.

Il secondo matrimonio di Simone I fu con Agnese d'Évreux (nata nel 1030), figlia di Riccardo, conte di Évreux. Loro figli furono:
- Bertrada di Montfort (c. 1059-1117), divenne regina di Francia[5]
- Riccardo di Montfort (c. 1066 - 1092), signore di Montfort, ucciso durante un attacco all'abbazia di Conches[6]
- Simone II di Montfort (c. 1068-1104), signore di Montfort[7]
- Amaury III di Montfort (c. 1070 – 1137), signore di Montfort[7] e conte di Évreux
- Guglielmo di Montfort (c. 1073–1101), vescovo di Parigi[7]
- Adeliza di Montfort (nata nel 1075)